# ريان أوليري
ريان أوليري (بالإنجليزية: Ryan O'Leary)‏ (24 أغسطس 1987 بغلاسكو في المملكة المتحدة - ) هو لاعب كرة قدم بريطاني في مركز الدفاع. شارك مع منتخب اسكتلندا تحت 20 سنة لكرة القدم ومنتخب اسكتلندا تحت 21 سنة لكرة القدم. أما مع النوادي، فقد لعب مع نادي أبردين ونادي دندي ونادي كيلمارنوك وOrange County SC ‏.

## وصلات خارجية
- ريان أوليري على موقع قاعدة بيانات كرة القدم.إي يو (الإنجليزية)
- ريان أوليري على موقع Soccerbase.com (لاعب) (الإنجليزية)
- ريان أوليري على موقع Soccerway.com (الإنجليزية)
- ريان أوليري على موقع عالم كرة القدم.نت (الإنجليزية)